# Bassin Kane
 (août 2016).
Si vous disposez d'ouvrages ou d'articles de référence ou si vous connaissez des sites web de qualité traitant du thème abordé ici, merci de compléter l'article en donnant les références utiles à sa vérifiabilité et en les liant à la section « Notes et références ».
Le bassin Kane est une étendue d'eau de l'océan Arctique située entre le Groenland et le Canada, au nord-est de l'île d'Ellesmere. Il est une partie du détroit de Nares.
Il est nommé en l'honneur de Elisha Kane.

## Source de la traduction
- (en) Cet article est partiellement ou en totalité issu de l’article de Wikipédia en anglais intitulé « Kane Basin » (voir la liste des auteurs).